# Вільям Говард Стайн
Ві́льям Го́вард Ста́йн (англ. William Howard Stein) ( 25 червня 1911, Нью-Йорк — 2 лютого 1980, Нью-Йорк) — американський біохімік, член Національної академії наук США і Американської академії мистецтв і наук.

## Біографія
Закінчив Гарвардський університет (1933), отримав ступінь доктора філософії в Медичному та хірургічному коледжі Колумбійського університету (1938). З 1938 працює в Рокфеллерівському університеті (Нью-Йорк), з 1955 — професор біохімії. У 1968–1971 був редактором журналу Journal of Biological Chemistry.

## Основні роботи
Основні роботи з аналітичної хімії білків і ферментів. Розробив кількісний метод визначення амінокислот, заснований на іонообмінної хроматографії, вперше встановив (спільно з іншими) первинну структуру ферменту рибонуклеази, досліджував будову активних центрів ферментів.

## Нобелівська премія
Нобелівська премія з хімії (1972, спільно з С. Муром і К. Анфінсеном).
1. ↑  NNDB — 2002.